# Base di dati a grafo

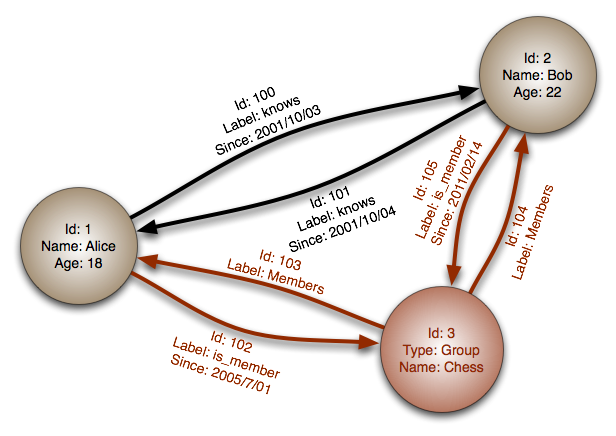

In informatica una base di dati a grafo, o database a grafo, è una tipologia di database che utilizza nodi e archi per rappresentare e archiviare l'informazione.
La rappresentazione dei dati mediante grafi offre un'alternativa al modello relazionale che fa uso di tabelle, ai database orientati al documento (che usano documenti), o altri, come i sistemi ad archivi strutturati (structured storage) basati su colonne o su cesti non interpretati di dati.
I database a grafo sono spesso più veloci di quelli relazionali nell'associazione di insiemi di dati, e mappano in maniera più diretta le strutture di applicazioni orientate agli oggetti.
Scalano più facilmente a grandi quantità di dati e non richiedono le tipiche e onerose operazioni di unione (join). 
Dipendono meno da un rigido schema entità-relazione e sono molto più adeguati per gestire dati mutevoli con schemi evolutivi.
Al contrario, i database relazionali sono tipicamente più veloci nell'eseguire le stesse operazioni su un grande numero di dati.

## Modelli di riferimento
Quando si parla di modelli dei dati basati su grafo è inevitabile fare riferimento alla teoria dei grafi. In origine, i modelli di riferimento per l'implementazione dei database a grafo erano due: il property graph model e il resource description framework graph (RDF). Il primo fa riferimento principalmente al progetto Tinkerpop, mentre il secondo è il modello di riferimento del Web semantico. I database a grafo che utilizzano il modello RDF sono anche noti come Triple Store, Quad Store, o RDF Store.
I due modelli non sono del tutto coincidenti, anche se solitamente il passaggio da uno all'altro è molto intuitivo. Per entrambi esistono dei linguaggi di interrogazione specifici, ma solo per RDF esiste uno standard riconosciuto in SPARQL.
Successivamente ne sono stati sviluppati altri, di seguito i modelli ad oggi esistenti,
- Modello dei dati di grafo basico: grafo diretto con nodi e archi etichettati da qualche vocabolario (Es. Gram)[1]
- Modello dei dati a ipernodo: Si basa sulla generalizzazione di grafo: con ipernordi e iperarchi, permette la creazione di oggetti complessi, dipendenze funzionali e eredità strutturale multipla[1]
- Modello dei dati a ipernodo con grafi annidati: modello in cui ad un ipernodo può essere esso stesso un grafo[1]
- Modello dei dati RDF: modello raccomandato dal W3C per rappresentare metadati[1]
- Modello dei dati del grafo di Proprietà: modello di multigrafo diretto, etichettato, con attributi (proprietà) e con archi multipli tra i nodi (Neo4j, Sparksee/DEX, InfiniteGraph)[1]

## Interrogazioni delle basi di dato a grafo
Di seguito le tipologie di interrogazioni usate nelle basi di dato a grafo:
- Pattern matching query (interrogazione per il riscontro di una configurazione)

Esempio: restituire le persone in cui l'attributo nome corrisponde a “James”.
```
## SPARQL 1.0 and SPARQL 1.1

SELECT
 
?X

FROM
 
<http://www.socialnetwork.org>

WHERE
 
{
 
?X
 
sn
:
firstName
 
"James"
 
}

## G-SPARQL

SELECT
 
?X

WHERE
 
{
 
?X
 
@firstName
 
"James"
 
}

## CYPHER

MATCH
 
(
person
:
Person
)

WHERE
 
person
.
firstName
=
"James"

```

- Adjacency query (interrogazione di adiacenza)
- Reachbility query (Interrogazione di raggiungibilità)

Esempio: trovare il nome delle persone che possono essere raggiunte da “James” dalla relazione “knows” (sa, sapere).
```
## SPARQL 1.1

PREFIX
 
sn
:
 
<http://www.socialnetwork.org/>

SELECT
 
?N

WHERE
 
{
 
?X
 
sn
:
type
 
sn
:
Person
 
.
 
?X
 
sn
:
firstName
 
"James"
 
.

?X
 
sn
:
knows
*
 
?Y
 
.

?Y
 
sn
:
firstName
 
?N
 
}

DRAFT

## G-SPARQL

SELECT
 
?N

WHERE
 
{
 
?X
 
@type
 
"Person"
 
.
 
?X
 
@firstName
 
"James"
 
.

?X
 
knows
*
 
?Y
 
.

?Y
 
@firstName
 
?N
 
}

## CYPHER

MATCH
 
(
james
:
Person
)
-
[:
knows
*
]
-
(
reachablePerson
:
Person
)

WHERE
 
james
.
firstName
=
"James"

RETURN
 
DISTINCT
 
reachablePerson

```

- Graph Analytical query (interrogazione analitica del grafo)

Che si declinano nei linguaggi: SPARQL, G-SPARQL e Cypher.

## Sistemi di gestione delle basi di dato a grafo
I sistemi di gestione delle basi di dato a grafo (Graph Database Management System) si classificano in due categorie: Basi di dato a grafo, e framework elaboratori di grafi (graph processing framework).
I primi hanno l'obiettivo di gestire in maniera persistente il dato permettendo di archiviare transazionalmente e di accedervi in maniera persistente i secondi invece forniscono processi di batch e analisis su grandi grafi spesso in un ambiente distribuito con molte
macchine.

### Base di dato a grafo
Di seguito basi di dato a grafo native:
- AllegroGraph [3],
- Bitsy [9],
- Cayley
- GraphBase
- Graphd
- HyperGraphDB
- IBM System G
- imGraph
- InfiniteGraph
- InfoGrid
- Neo4j
- OrientDB Archiviato il 2 febbraio 2017 in Internet Archive.
- Sparksee/DEX
- Trinity
- TurboGraph
- Amazon Neptune
- Ultipa Graph

Di seguito basi di dato a grafo non native:
- Titan che supporta: Apache Cassandra, Apache HBase e Oracle BerkeleyDB
- FlockDB è una base di dati distribuita orientata al grafo che usa MySQL come motore;
- ArangoDB
- OQGRAPH che è un motore computazionale di grafo per MySQL, MariaDB e Drizzle
- VelocityGraph: Base di dati ad oggetti che supporta i grafi
- Horton

### Framework elaboratori di grafi
sistemi analitici a grafi non in rete:
- Pregel
- Apache Giraph
- GraphLab
- Apache Hama
- Catch de Wind
- GPS
- Mizan
- PowerGraph
- GraphX
- TurboGraph
- GraphChi

Sistemi di elaborazione di dati generici anche per grafi:
- Hadoop
- YARN
- Stratosphere
- Pegasus

## Progetti di database a grafo
Di seguito un elenco di vari progetti su basi di dati a grafo molto conosciuti:
- AllegroGraph
- ArangoDB
- DEX - un database a grafo ad alte prestazioni
- HyperGraphDB - un database a grafo open source (LPGL) che supporta ipergrafi generalizzati dove gli archi possono puntare ad altri archi
- HyperGraphDB
- IBM System G Native Store
- InfoGrid - una base di dati a grafo open source (AGPLv3) con interfaccia web
- JanusGraph Archiviato l'11 gennaio 2022 in Internet Archive. - un database grafico scalabile e open source (Apache 2)
- Neo4j - un database a grafo commerciale e open source (AGPLv3)[2]
- OhmDB
- Ontotext GraphDB
- OpenLink Virtuoso
- Oracle Spatial and Graph
- OrientDB Archiviato il 2 febbraio 2017 in Internet Archive. - database orientato al documento, ma con una gestione ottimizzata delle relazioni fra documenti come avviene in un database a grafo. Il linguaggio di query SQL like contiene estensioni per la gestione di alberi e grafi. Open source con licenza commercial friendly (Apache License)
- Teradata Aster
- VertexDB